# Ilja Walentinowitsch Segalowitsch

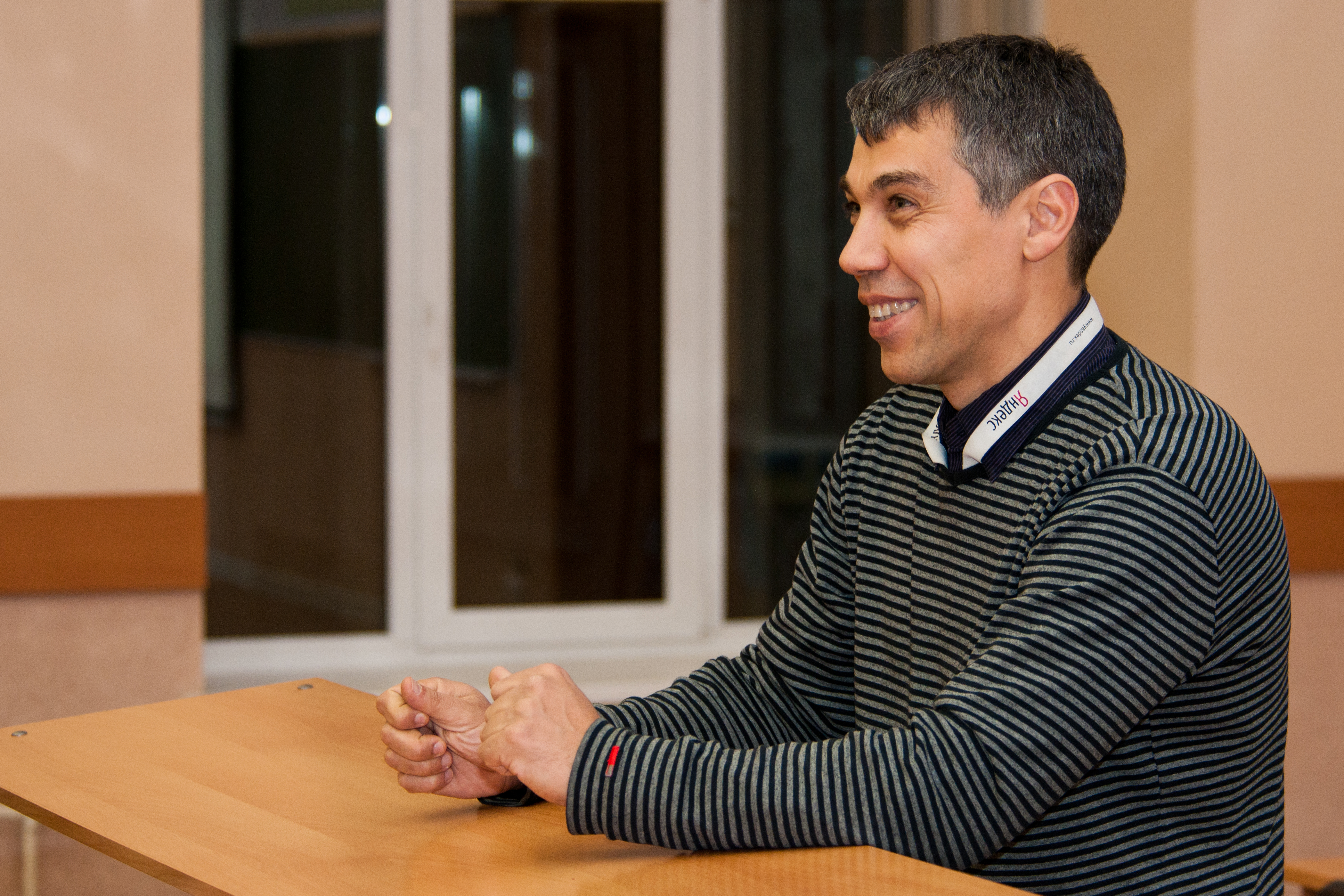
Ilja Segalowitsch

Ilja Walentinowitsch Segalowitsch (russisch Илья Валентинович Сегалович; * 13. September 1964 in Gorki; † 27. Juli 2013 in London) war ein russischer Informatiker und Unternehmer.
Gemeinsam mit Arkadi Wolosch und Jelena Kolmanowskaja gründete er das Internetunternehmen Yandex, das im Bereich der Websuche heute Marktführer in Russland ist. Von 2000 bis 2013 war er dessen CTO.

## Leben und Karriere
Ilja Segalowitsch wurde 1964 in Gorki (heute Nischni Nowgorod) geboren. Von 1981 bis 1986 studierte er Geophysik in Moskau.
Nach seinem Studium begann Segalowitsch 1990 bei dem IT-Unternehmen „Arkadia“ zu arbeiten. 1993 gründete er zusammen mit seinem Schulfreund Arkadi Wolosch das Unternehmen CompTek, wo Segalowitsch das elektronische Datenabfragesystem entwickelte. Bei CompTek entstand schließlich auch 1997, ein Jahr vor Google, die Websuchmaschine Yandex. Nachdem diese schnell an Beliebtheit gewonnen hatte, gründeten Segalowitsch und Wolosch schließlich 2000 das eigenständige Unternehmen Yandex. Innerhalb weniger Jahre wurde Yandex zum Marktführer in Russland und zu einem milliardenschweren Unternehmen. Segalowitsch verblieb bis zu seinem Tod technischer Leiter des Unternehmens und betreute dabei die Einführung zahlreicher neuer Yandex-Produkte. Er galt als warmherziger Manager und Befürworter einer liberalen und offenen russischen Zivilgesellschaft. Die an der Kultur des Silicon Valley orientierte Unternehmensorganisation mit flachen Hierarchien und verspielter Gestaltung dieser Ära wird auf ihn zurückgeführt.
Der Markenname Yandex soll von Segalowitsch vorgeschlagen worden sein.
Im Juli 2013 verstarb Ilja Segalowitsch in einem Krankenhaus in London. Todesursache war eine Meningitis, die durch eine langjährige Krebserkrankung ausgelöst worden war. Er hinterließ seine Frau Marija und vier Kinder.